# Sexy Eyes (Whigfield-dal)
A Sexy Eyes című dal a dán Whigfield 7. és egyben utolsó  kimásolt kislemeze az első Whigfield című stúdióalbumról. A dal a 2. Top 10-es sláger volt Ausztriában, és az első slágerlistás helyezést érte el Ausztráliában. A dal a 19. legjobban fogyó kislemez volt 1997-ben Ausztráliában. A dal platina helyezést ért el az országban az ARIA listán.

## Videóklip
A dal klipjét Olaszországban, Porto Venere városában vették fel. A klipet Giacomo De Simone rendezte.

## Megjelenések
12"  Olaszország X-Energy Records – X-12205
- A1	Sexy Eyes (Original MBRG) 4:53
- A2	Sexy Eyes (David's Epic Experience) 6:55
- B1	Sexy Eyes (Extended Album Version '96) 6:10
- B2	Out Of Sight (Album Version) 4:00

## Slágerlista
| Slágerlista(1996)                          | Legjobb helyezések |
| ------------------------------------------ | ------------------ |
| Ausztrália (ARIA)                          | 6                  |
| Ausztria (Ö3 Austria Top 40)               | 7                  |
| Belgium (Ultratop 50 Flanders)             | 30                 |
| Denmark (IFPI)                             | 16                 |
| Europe (European Hot 100 Singles)[forrás?] | 17                 |
| Németország (Media Control Charts)         | 14                 |
| Hollandia (Top 40)                         | 30                 |
| Hollandia (Single Top 100)                 | 21                 |
| Spain (AFYVE)                              | 4                  |
| Svájc (Schweizer Hitparade)                | 12                 |

| Slágerlista (1998)                                        | Legjobb helyezések |
| --------------------------------------------------------- | ------------------ |
| Skócia (Scottish Singles Top 40) "Sexy Eyes" Remixes      | 37                 |
| Egyesült Királyság (UK Singles Chart) "Sexy Eyes" Remixes | 68                 |

| Slágerlista (1996)                   | Helyezések |
| ------------------------------------ | ---------- |
| Ausztrália (ARIA)                    | 19         |
| Németország (Official German Charts) | 63         |

## Minősítések
| Ország     | Minősítés | Eladások |
| ---------- | --------- | -------- |
| Ausztrália | platina   | 70.000   |